# Стеван Станковић
Стеван Станковић (Пирот, 1940) српски је универзитетски професор у пензији. Стнаковић је доктор географских наука и емеритус Универзитета у Београду.

## Биографија

### Школовање
Основношколско образовање и гимназију завршио је у Пироту. Године 1963. уписао је студије географије на Универзитету у Београду. Завршио их је за седам семестара са просечном оценом 9,87, док је дипломски испит положио са 10. Магистарске студије завршио је 1967. са просечном оценом 9,76 одбраном рада “Туристичка валоризација вештачких језера Србије”. Географске науке докторирао је 1974. године тезом Планинска језера Црне Горе.

### Каријера
Асистент Географског факултета постао је 1965. године, а доцент 1975. Године 1980. изабран је за ванредног професора, док је 1984. постао редовни професор. Пензионисао се 2008. године, након 43 године радног стажа. Сенат Универзитета у Београду га је почетком 2009. године изабрао за професора емеритуса. Др Стеван Станковић је успешан предавач, јасног стила, конкретних примера и знања из литературе које потврђује научним доказима и преноси омладини.
Док је радио као асистент на студијским групама за географију и туризмологију, држао је наставу и вежбе из географије Југославије, Физичке географије, хидрологије, животне средине, туристичке географије и туристичке географије Југославије. За време мастер студија, предавао је туристичку валоризацију, док је на докторским студијама предавао принципе и методе туризмолошких истраживања. Одржавао је предавања на универзитетима у Новом Саду и Приштини по позиву. Након што је изабран за доцента, био је ментор приликом израде 570 дипломских, 10 мастер, 30 магистарских и 20 докторских радова.
За време радног века, биран је за управника Института за туризам, заменика председника Скупштине Природно-математичког факултета, продекана Природно-математичког факултета, декана Одсека за туризмолошке науке и декана Географског факултета. Вршио је дужности библиотекара, секретара и уредника научних издања и председника у Српском географском друштву. Био је кандидат за дописног члана Српске академије наука и уметности.

### Ангажовање
Учествовао је на 90 научних и стручних скупова у земљи и иностранству са рефератима. Уредио је 20 зборника са домаћих скупова. На основу истраживачких прилога, био је укључен у 20 пројеката на Географском факултету и ван њега. Сачинио је 15 синопсиса за школски програм Телевизије Београд. Објавио је 2.500 одредница у енциклопедијама. Држао је по позиву предавања у више од 50 школа и институција у Србији и ван ње из лимнологије, туристичке географије, екологије и о Јовану Цвијићу. Организатор је 10 омладинских географских кампова, и са истих публиковао четири зборника. Приредио је монографију о Сокобањи (333 стране). Један је од организатора манифестације Цвијићеви дани (18 сусрета), као и Еколошка истина (20 научних скупова). Стваралаштво Јована Цвијића и Боривоја Ж. Милојевића је представио на више од 100 страна у часопису Призор из Лознице.

## Радови
Објавио је више универзитетских уџбеника и приручника за потребе наставе: Туризам у Југославији (страна 412/издања 3), Туристичка географија Југославије (176), Путопис (444/2), Путевима Југославије (290/5), Туристичка географија (330/5), Туристичке дестинације - путовањем до знања (420), Приручник за извођење ученичких екскурзија (146).
Наредне књиге објавио је за основну и средњу и школу: Географија за 6. разред (страна 95), Географија за 8. разред (122), Пирот и околина (128), Радна свеска за 5. разред (50/5), Стазом Јована Цвијића (коаутор, 150), Туристичка географија Србије и Црне Горе (180/2), Географска читанка за 8. разред (120/2), Туристичка географија за 4. разред угоститељско - туристичке школе (212/3), Географија за 3. разред гимназије (коаутор, 224/3), Педагошка пракса - грађа за наставу географије (140).
Значајније монографије др Стевана Станковића: Туристичка валоризација вештачких језера СР Србије (страна 111), Планинска језера Црне Горе (228/2), Заштита природе (коаутор, 180/3), Промет путника на границама Југославије (68), Туристички потенцијали река СР Србије(125), Јован Цвијић - даровита и осећајна душа (страна 216), Регионализација Србије - просторне структуре туризма (коаутор, 136), Језера Дурмитора (128), The lakes on Mount Durmitor (page 128), Природа и становништво Општине Бор (70), Јован Цвијић - живот и дело (304), Бањски туризам Западног Поморавља (коаутор, 76), Извори, врела и површинске воде Горњег Понишавља (коаутор, 134), Језера света (352/9), Језера Србије (224/2), Бање Србије (308), Језера Југославије (282/4), Језера Балканског полуострва (160/2), Врњачка Бања (112/3), Власинско језеро - хидробиолошка студија (коаутор, 244), Географија Понишавља (238), Туризам - заштита и валоризација (605), Туризам Србије (654).
Објавио је и туристичке водиче: Нишка Бања (српско и енглеско издање), Врдник, Кањижа (српско, енглеско и немачко издање), Бор и околина (српско, руско и енглеско издање) и Плавско језеро. Написао је монографије о Морави и Дрини на 96 страна. Књигу Бисери Србије (страна 584) објавио је крајем 2012. године, која је преведена и публикована на енглеском, немачком и руском језику.
Објавио је више од 500 научних и стручних радова у домаћим и страним часописима, на српском, енглеском, француском и бугарском језику. Међу њима су: Плавско језеро (прилог лимнолошком проучавању), Режим реке Височице, Снабдевање Пирота водом, енгл. Characteristics of the Developement of Home Tourism in Yugoslavia, Екологија и туристичко тржиште, Санација и валоризација Палићког језера, фр. Tourisme et protection de la nature, Бање и климатска места Југославије (објављено и на француском, немачком, италијанском и енглеском језику), Скадарско језеро у светлу концепције активне заштите природе, енгл. Tourist regions of Yugoslavia, енгл. ,  , Приоритетне туристичке регије Србије, Туризам Југославије (објављено и на енглеском, немачком, руском, италијанском и шпанском језику), Човек и активна заштита животне средине, Поливалентност југословенског геопростора као туристичка вредност, Комплементарност планинског и бањског туризма Србије, Еколошке основе савременог туризма, Туризам - национално, насупрот глобалном, Домени истраживања туристичке географије, Набљуденија врху путникопотоците между Југославија и Блгарија, Географске основе туристичке валоризације, Клима као туристичка вредност, Теоријске основе туристичке валоризације језера, Еколошке основе савремене лимнологије, Постулати о води у просторном планирању, Географска истраживања система човек - животна средина, Оквир живота академика Синише Станковића, Научне основе активне заштите руралног простора, енгл. Tourism in the Djerdap Gorge in Serbia, енгл. , фр. Le passé et l' avenir de la géographie en Serbie, Савремени туризам и простор, Стогодишњица Српског географског друштва, енгл. Touristic function of artificial lakes of Serbia, енгл. Protection of the lakes on Mount Durmitor, Комплементарност пољопривреде и туризма Србије, Туристичка валоризација градова, Домени науке и наставе туристичке географије, Пет Тимока Источне Србије.
Научне студије за оперативу:
1. Природне туристичке вредности општине Лучани
2. Природа Борског језера и околине
3. Природне основе јужног Баната
4. Основе за туризам подручја Јерменовци - Јаношик у Банату
5. Туризам Бајине Баште
6. Планина Цер
7. Природа општине Топола
8. Просторно- мотивски потенцијали Србије, Просторни план Србије
9. Комплементарност развоја железничког саобраћаја и туризма
10. Туристичке регије Србије, Просторни план Србије
11. Природна и културна добра, основа туризма у општини Бор
12. Природа планине Радан[2]

## Награде и признања
Др Стеван Станковић добио је највиша признања Туристичке штампе, Туристичког савеза Бора, Републичког центра за стваралаштво младих, Републичког центра за таленте, Туристичке организације Сокобање, Асоцијације просторних планера Србије, Департмана за географију, туризам и хотелијерство Универзитета у Новом Саду, медаље Завода за уџбенике, Природно - математичког факултета и Јована Цвијића.

## Чланство у иностраним и домаћим асоцијацијама
Члан је Националног просветног савета Републике Србије, Српског географског друштва.